# Panagrolaimus detritophagus
Panagrolaimus detritophagus is een vrij levende rondwormensoort uit de familie van de Panagrolaimidae. De wetenschappelijke naam van de soort is voor het eerst geldig gepubliceerd in 1930 door Fuchs. De soort is gevonden in Californië, Zuid-Amerika en Europa.
Panagrolaimus detritophagus is geen parasiet, maar een reducent. Het leeft met behulp van symbiotische bacteriën van de organische stof in de bodem. Ook is de rondworm betrokken bij de biologische afbraak, waarbij stikstof gemineraliseerd wordt. De soort wordt beschouwd als een opportunist, die reageert op verrijking van de bodem met organische stof of vervuiling van de bodem met organische stof. Dit betekent dat het een Cp-1-koloniserende rondworm is, zoals vele  Panagrolaimidae-soorten. De Cp-waarden (Cp=Colonizer-persister=blijvende kolonievormer) zijn in 1990 opgesteld door T. Bongers.. Cp-1 rondwormen hebben een korte generatietijd, kleine eieren, hoge vruchtbaarheid, zijn voornamelijk bacterivoren, voeden zich continu in verrijkte media, vormen dauerlarve voor overleving onder slechte omstandigheden als de bacteriën opraken.
Deze rondwormen zijn enigszins vergelijkbaar met r/K-strategen. Ze vermenigvuldigen zich snel na een verrijking van de grond met organische stof door bijvoorbeeld een bemesting, maar hun aantal neemt ook snel weer af als de voedingsstoffen opraken.
In het Laagland van Kolyma in Siberië werden in juli 2018 door Russische wetenschappers tijdens bodemonderzoek in de Pleistocene Parken rondwormen gevonden die respectievelijk ongeveer 42.000 en 32.000 jaar in de permafrost bodem zijn bewaard. Ondanks het feit dat ze waren bevroren sinds het Pleistoceen zijn twee exemplaren, genaamd Panagrolaimus aff. detritophagus en Plectus aff. parvus succesvol tot leven gewekt. De rondwormen bewogen en aten nadat ze waren ontdooid. Terwijl er in de wetenschappelijke wereld nog twijfels bestaan over de juistheid van deze bevindingen, wordt er algemeen aangenomen dat het theoretisch niet onmogelijk is dat deze dieren na een dergelijk lange periode terug tot leven gewekt kunnen worden.

## Lichaamsbouw
De volwassen vrouwtjes zijn ongeveer 740 µm  lang en 33,5 µm dik en wegen ongeveer een halve microgram. Er zijn zowel mannetjes als vrouwtjes.  De rondworm heeft een korte, cilindervormige mond en een klep aan het eind van de oesofagus. Op de lippen zitten setae, stijve, maar toch buigzame, haarvormige structuren. Deze soort heeft aan het eind van de staart geen alae (een of twee ribbels gevormd door onderhuids weefsel). De mannetjes hebben spicula. De vrouwtjes hebben een omgebogen, enkelvoudig ovarium. De spermatheca zijn zijdelings geplaatst. De soort is zeer actief en beweegt snel.